# Scopula erubescens
Scopula erubescens är en fjärilsart som beskrevs av W. Warren 1895. Scopula erubescens ingår i släktet Scopula och familjen mätare. Inga underarter finns listade.